# Trianthema
- Commons
- Wikispecies

Trianthema L. é um género botânico pertencente à família Aizoaceae.

## Sinonímia
- Ancistrostigma Fenzl
- Papularia Forssk.
- Portulacastrum Juss. ex Medik.
- Reme Adans.

## Espécies
- Trianthema americana
- Trianthema anceps
- Trianthema argentina
- Trianthema portulacastrum
- Lista completa

## Classificação do gênero
| Sistema | Classificação                    | Referência               |
| ------- | -------------------------------- | ------------------------ |
| Linné   | Classe Pentandria, ordem Digynia | Species plantarum (1753) |